# Magnetismo (Almacén 13)
Magnetismo (título original en inglés: Magnetism) es el cuarto episodio de la primera temporada de la serie Almacén 13. Emitido por primera vez el 21 de julio de 2009. Fue escrito por Jack Kenny, y dirigido por Jace Alexander.

## Referencia al título
Magnetismo (título original en inglés: Magnetism) hace referencia al magnetismo que se genera en los muelles de la silla del Dr. James Braid cuando uno de sus descendientes habla, causando que la persona sentada en la silla realiza sus deseos subconscientes.

## Sinopsis[1]
Cuando todavía se están adaptando a su nuevo trabajo, Pete y Myka son enviados a Unionville, un pueblo del norte del estado de Nueva York, para investigar unos incidentes en los que la gente se comporta de manera extraña, a veces incluso violenta. Desconcertados, Pete y Myka ven como cada vez más ciudadanos empiezan a manifestar sítomas como ojos vidriosos y pérdida del equilibrio. Artie evalúa los hechos, Pete y Myka se reúnen, y él les sugiere que están a la caza de cualquier cosa que cause un desequilibrio químico o eléctrico en el cerebro.
Mientras tanto, en el Almacén, frecuentes explosiones de electricidad estática y actividad lumínica llevan a Artie a sospechar
que hay un grave problema, y le pide ayuda a Leena. Leena cree que el catalizador es una fuerza externa.
En Unionville, el dúo sospecha que un terapeuta, el Dr. Ellis Hayes, asegurando que recientemente compró un reloj de bolsillo que perteneció al mentalista José Dunninger. Pero el Padre Braid le asegura a Myka que la Hermana Grace, una de las víctimas, nunca había visto a Hayes, lo que hace que la investigación esté como al principio. Mientras están con el Padre Braid, Myka empieza a experimentar los síntomas y, cuando se encuentra con Pete, tiene el deseo de golpearle - y lo hace, lo que sorprende al Sheriff MacKenna. 
Una vez Pete saca a Myka de la cárcel, se dan cuenta de que lo que están buscando es una llave del subconsciente. También se dan cuenta También se dan cuenta de que uno de los únicos lugares en los que Pete no ha estado es la oficina del Padre Braid. Al percatarse de que la silla de invitados del cura perteneció a su antecesor y padre de la hipnoterapia, el Dr. James Braid, Artie les explica que el fenómeno puede estar ligado a los muelles de hierro de la silla. Como descendiente directo, el Padre Braid tiene los mismos patrones vocales que el Dr. Braid. Si los muelles se han ferromagnetizado después de años de hipnoterapia y ondas mentales, deberían hacer que la persona que se sienta en la silla libere los deseos de su subconsciente.
Mientras Pete y Myka reflexionan sobre cómo revertir el poder de la silla, unos gritos provenientes de la iglesia les lleva al pasillo de la misma. El Sheriff MacKenna, disparando salvajemente, acusa a Pete y Myka de llevar un virus a su pueblo. Rápidamente se dan cuenta de que tiene los ojos vidriosos y un chaleco muy cargado con explosivos, el dúo entra en acción. Myka hace frente al Sheriff, y Pete inicia una carrera para llegar a la silla antes de que la contra la cuenta atrás de la bomba. Una vez la silla es destruida, Pete rasga la ropa del Sheriff y pone la bomba en el exterior de la iglesia, donde explota sin dañar a nadie.
De vuelta en el Almacén, Pete y Myka comparten su aventura con Artie, pero su atención está en otra parte...KNOCK KNOCK